# Freda Dudley Ward
Freda Dudley Ward, pseudonimo di Winifred May Birkin (28 luglio 1894 – 16 marzo 1983), marchesa di Casa Maury, fu l'amante del futuro re Edoardo VIII del Regno Unito, mentre era ancora principe di Galles.

## Biografia
Era la secondogenita e la maggiore delle tre figlie del colonnello Charles Wilfred Birkin (1865-1932) (quarto figlio di un magnate tessile inglese, Sir Thomas Isaac Birkin, I Baronetto) e di sua moglie, l'americana Claire Lloyd Howe (?-1934).

### Primo matrimonio
Winifred May Birkin sposò, il 9 luglio 1913, William Dudley Ward (14 ottobre 1877-11 novembre 1946). Da questo primo matrimonio nacquero due figlie. La prima, Penelope Ann Rachel Dudley Ward (1914-1982) avrebbe fatto l'attrice. Penelope sposò in prime nozze Anthony Pelissier da cui ebbe una figlia e, in seconde nozze, Sir Carol Reed, da cui ebbe un figlio. La secondogenita di Winifred fu Claire Angela Louise Dudley Ward (1916-1999), che sposò Sir Robert Laycock: dalla loro unione nacquero cinque bambini.
Il matrimonio tra Winifred May Birkin e Dudley Ward finì nel 1931 con un divorzio.

### Secondo matrimonio
Sposò, il 20 ottobre 1937, Pedro Jose Manuel Isidro Mones Ricardo, Marchese de Casa Maury, non ebbero figli. La coppia divorziò nel 1954. 
Nel mese di febbraio 1918, era in viaggio con un amico, quando a causa di una bomba furono costretti a cercare rifugio in un portone nella protezione Belgrave Square. La padrona di casa, che aveva appena organizzato una festa, li invitò ad entrare dal seminterrato. Fu qui che incontrò Edoardo. Nei successivi cinque anni la loro relazione era fatta di cene, feste in giardino e festival dove tutti lo sapevano, e anche il marito di Freda. 
Nel 1929, Thelma Furness, viscontessa Furness, moglie di un armatore, divenne la nuova favorita del principe. Freda continuò ad essere la sua più stretta confidente.
Morì il 16 marzo 1983.